# جیانویتو پلاسماتی
جیانویتو پلاسماتی (انگلیسی: Gianvito Plasmati؛ زادهٔ ۲۸ ژانویهٔ ۱۹۸۳) بازیکن فوتبال اهل ایتالیا است.
از باشگاه‌هایی که در آن بازی کرده‌است می‌توان به باشگاه فوتبال فوجا، باشگاه فوتبال ویرتوس لانچانو، باشگاه فوتبال کاتانیا، باشگاه فوتبال روبور سیه‌نا، باشگاه فوتبال کروتونه، باشگاه فوتبال آتالانتا، باشگاه فوتبال ویچنزا، باشگاه فوتبال وارزه، و باشگاه فوتبال لیتون اورینت اشاره کرد.